# فونایی
فونایی (انگلیسی: Funai) یک شرکت در زمینه تولید لوازم الکترونیکی مصرفی است.